# Liriomyza dracunculi
Liriomyza dracunculi är en tvåvingeart som beskrevs av Erich Martin Hering 1932. Liriomyza dracunculi ingår i släktet Liriomyza och familjen minerarflugor.
Artens utbredningsområde är Polen. Arten är reproducerande i Sverige. Inga underarter finns listade i Catalogue of Life.